# Kibawe
|                                           | Dieser Artikel wurde im Portal Philippinen zur Verbesserung eingetragen. Hilf mit, ihn zu bearbeiten, und beteilige dich an der Diskussion! |
| Vorlage:Portalhinweis/Wartung/Philippinen | |

Kibawe ist eine Stadtgemeinde 2. Klasse in der Provinz Bukidnon auf der Insel und dem Bezirk Mindanao in den Philippinen.

## Verwaltungsgliederung
Kibawe hat 23 Barangays.
| - Balintawak - Cagawasan - East Kibawe (Pob.) - Gutapol - Pinamula - Kiorao - Kisawa - Labuagon - Magsaysay - Marapangi - Mascariñas - Natulongan | - New Kidapawan - Old Kibawe - Romagooc - Sampaguita - Sanipon - Spring - Talahiron - Tumaras - West Kibawe (Pob.) - Bukang Liwayway - Palma |

## Prominente
- Manny Pacquiao (* 1978), Boxer und Politiker